# Fisjön
Fisjön är en sjö i Göteborgs kommun i Västergötland och ingår i Kungsbackaån-Göta älvs kustområde. Sjön är 16 meter djup, har en yta på 0,104 kvadratkilometer och är belägen 83 meter över havet. Den är belägen inom Sisjöns skjutfält.

## Delavrinningsområde
Fisjön ingår i det delavrinningsområde (639178-127026) som SMHI kallar för Rinner mot Askims fjord. Medelhöjden är 50 meter över havet och ytan är 35,74 kvadratkilometer. Det finns inga avrinningsområden uppströms utan avrinningsområdet är högsta punkten. Avrinningsområdets utflöde mynnar i havet, utan att ha någon enskild mynningsplats. Avrinningsområdet består mestadels av skog (39 procent) och öppen mark (19 procent). Avrinningsområdet har 0,1 kvadratkilometer vattenytor vilket ger det en sjöprocent på 0,3 procent. Bebyggelsen i området täcker en yta av 12,67 kvadratkilometer eller 35 procent av avrinningsområdet.

## Bilder

Fisjön
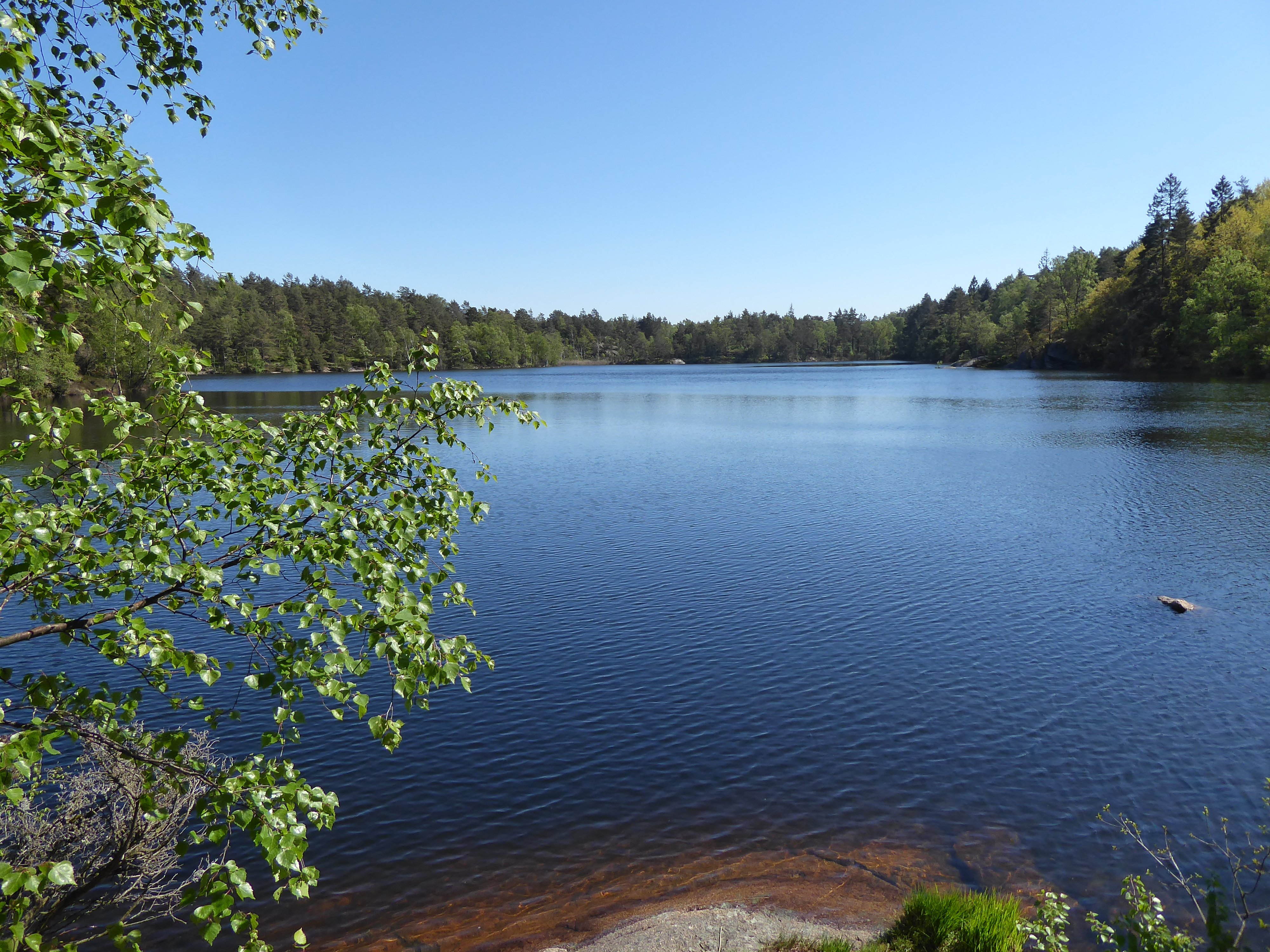
Fisjön från norr den 29 maj 2021.
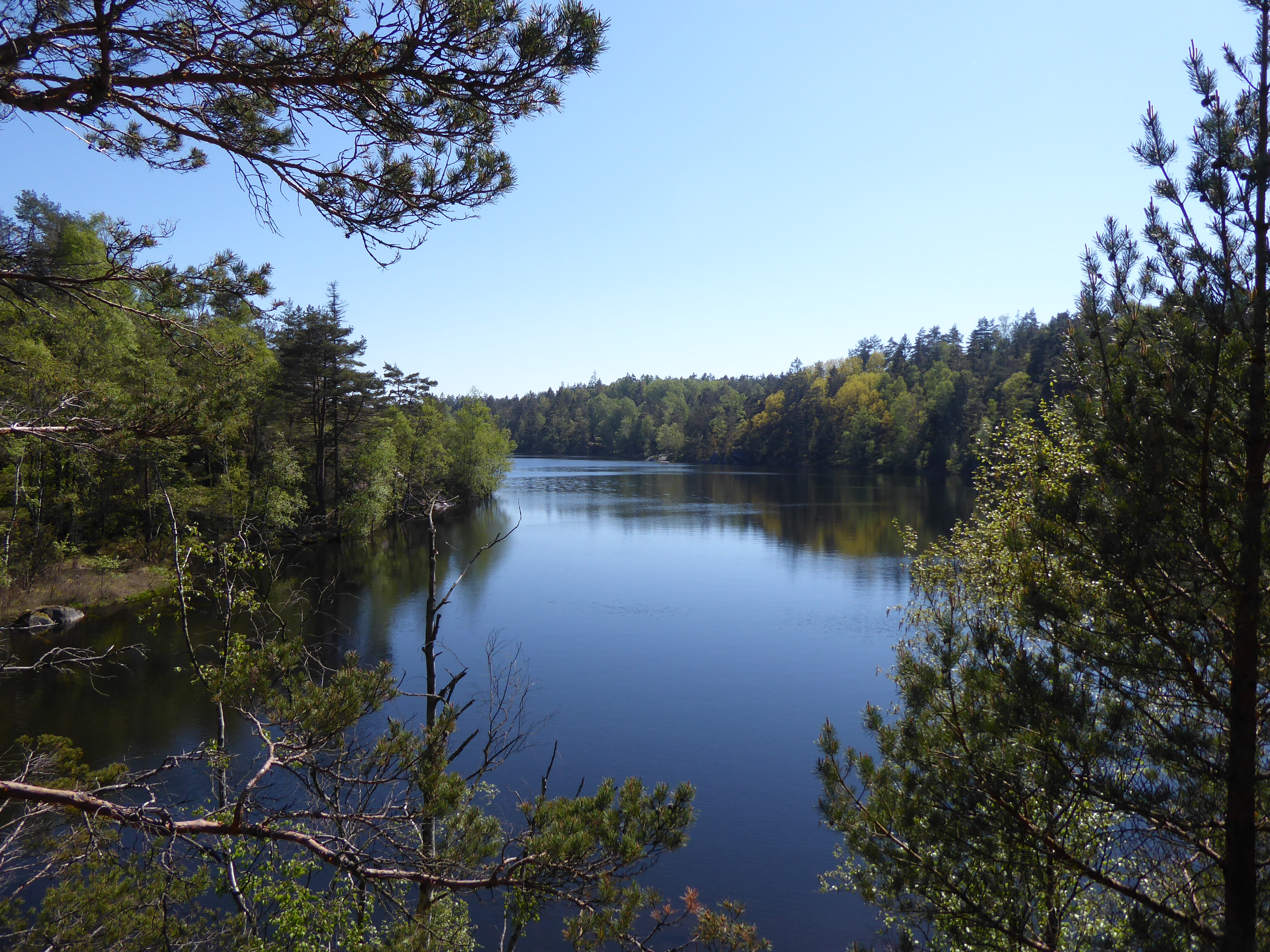
Fisjön från nordöst, riktning söder, den 29 maj 2021.
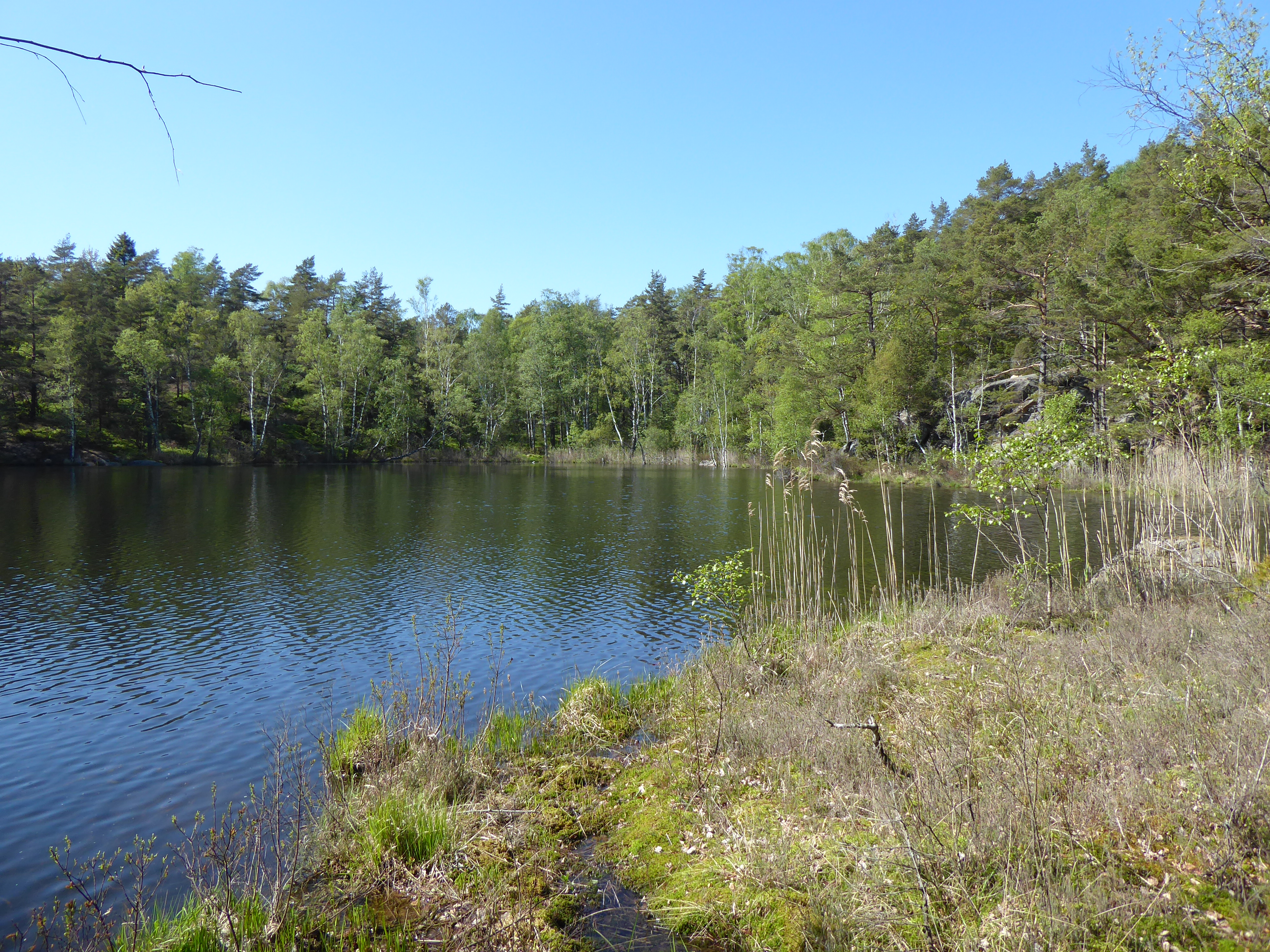
Fisjöns nordöstra strandkant den 29 maj 2021.
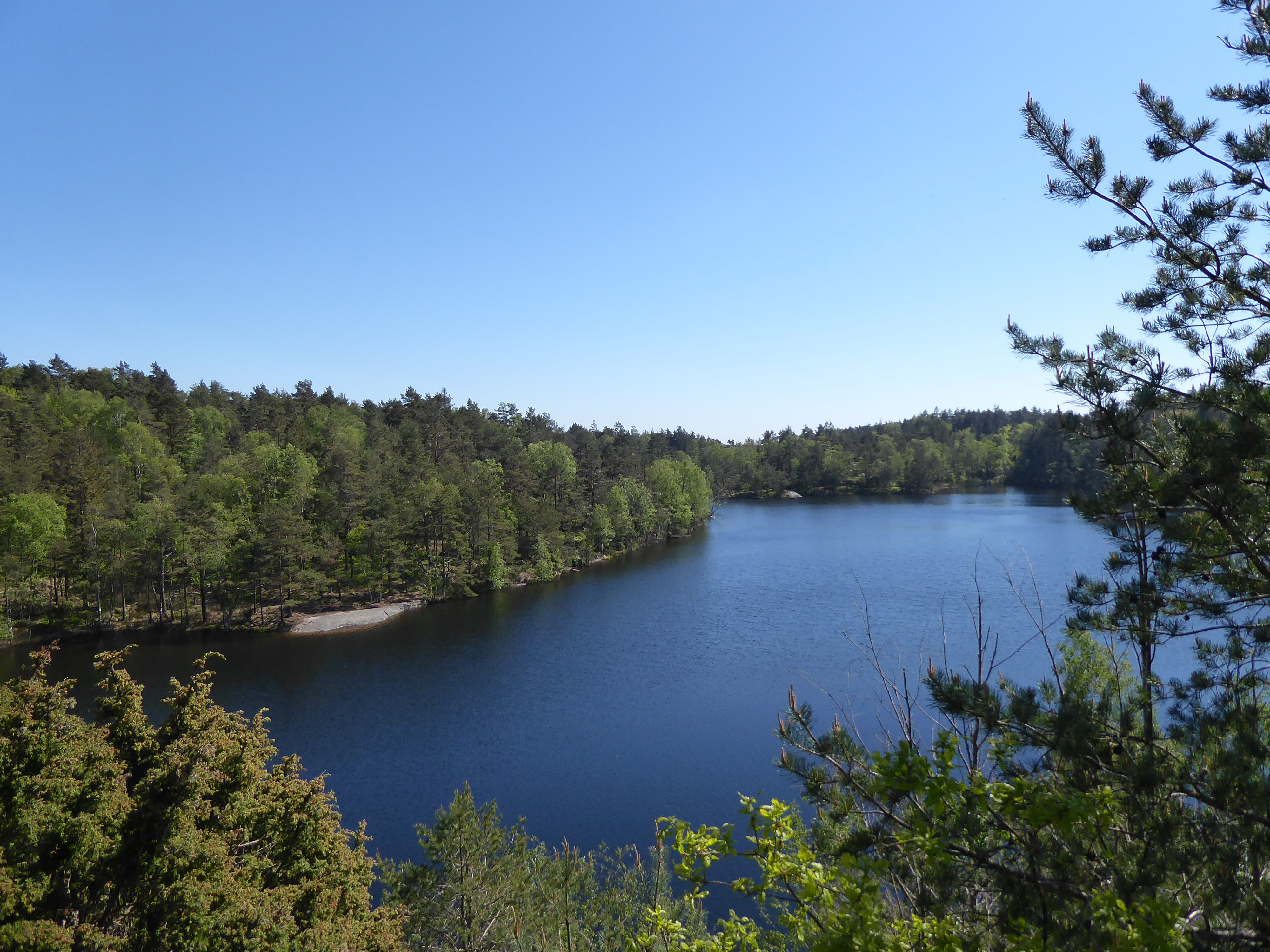
Fisjön från den branta östsidan riktning söder den 29 maj 2021.
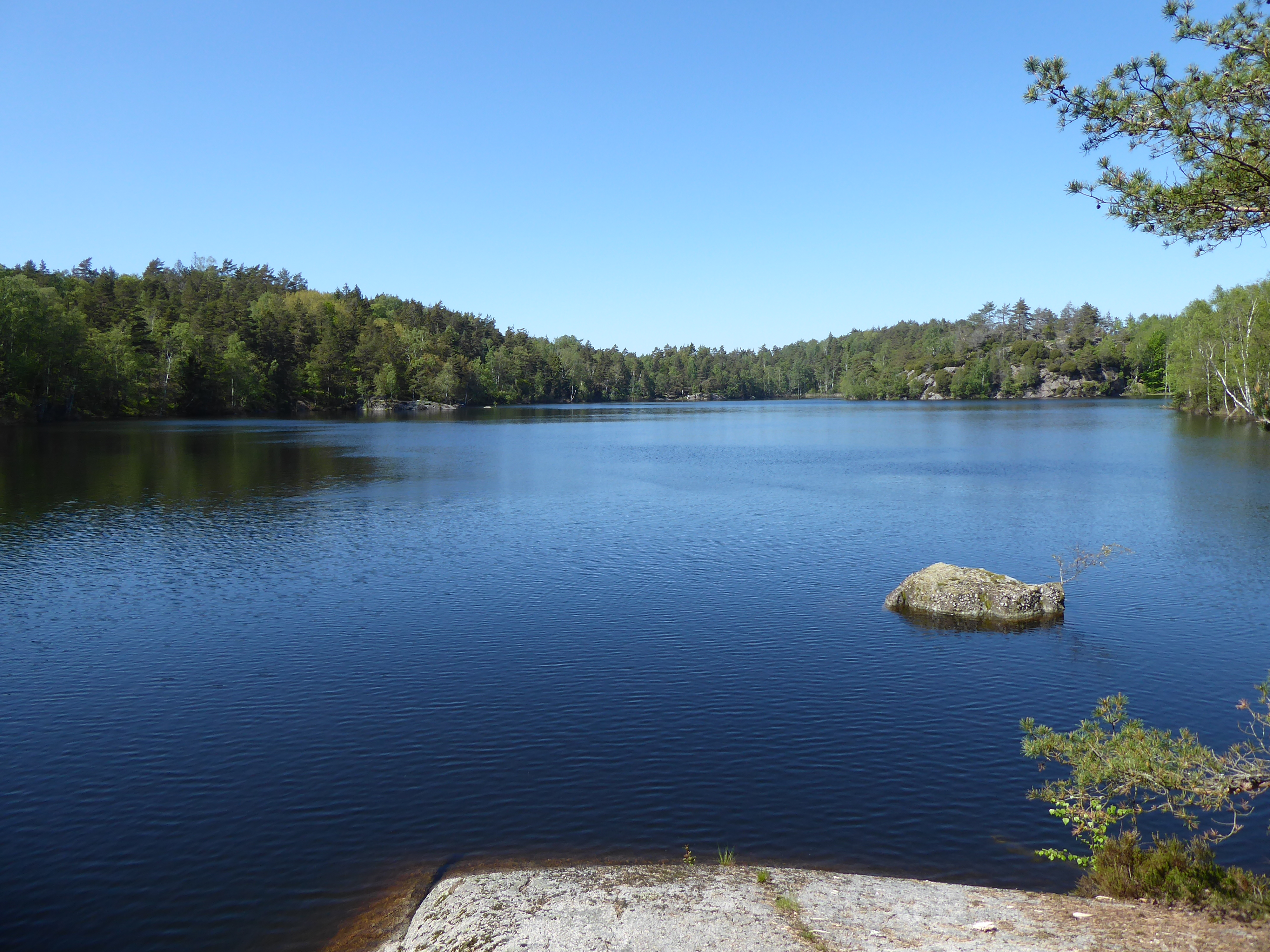
Fisjön från söder den 29 maj 2021.